# Olympische Winterspiele 1928/Teilnehmer (Argentinien)
| Gelbes Symbol für Goldmedaillen mit stilisierten Olympischen Ringen | Graues Symbol für Silbermedaillen mit stilisierten Olympischen Ringen | Braundes Symbol für Bronzemedaillen mit stilisierten Olympischen Ringen |
| ------------------------------------------------------------------- | --------------------------------------------------------------------- | ----------------------------------------------------------------------- |
| —                                                                   | —                                                                     | —                                                                       |

Argentinien nahm bei den II. Olympischen Winterspielen 1928 in St. Moritz mit einer Delegation von 10 Athleten teil. Diese nahmen in zwei Fünferbobs an den Bobwettbewerben teil, wobei sie den vierten und den fünften Platz belegten.
| Bob | Eduardo Hope Jorge del Carril Héctor Milberg Horacio Iglesias Horacio Gramajo     | Fünferbob | 5 | Argentinien I  |
| Bob | Arturo Gramajo Ricardo González Mariano de Maria Rafael Iglesias John Victor Nash | Fünferbob | 4 | Argentinien II |